# Scardamia perobliqua
Scardamia perobliqua är en fjärilsart som beskrevs av Louis Beethoven Prout 1915. Scardamia perobliqua ingår i släktet Scardamia och familjen mätare. Inga underarter finns listade.